# Igreja de Zemo Nikozi

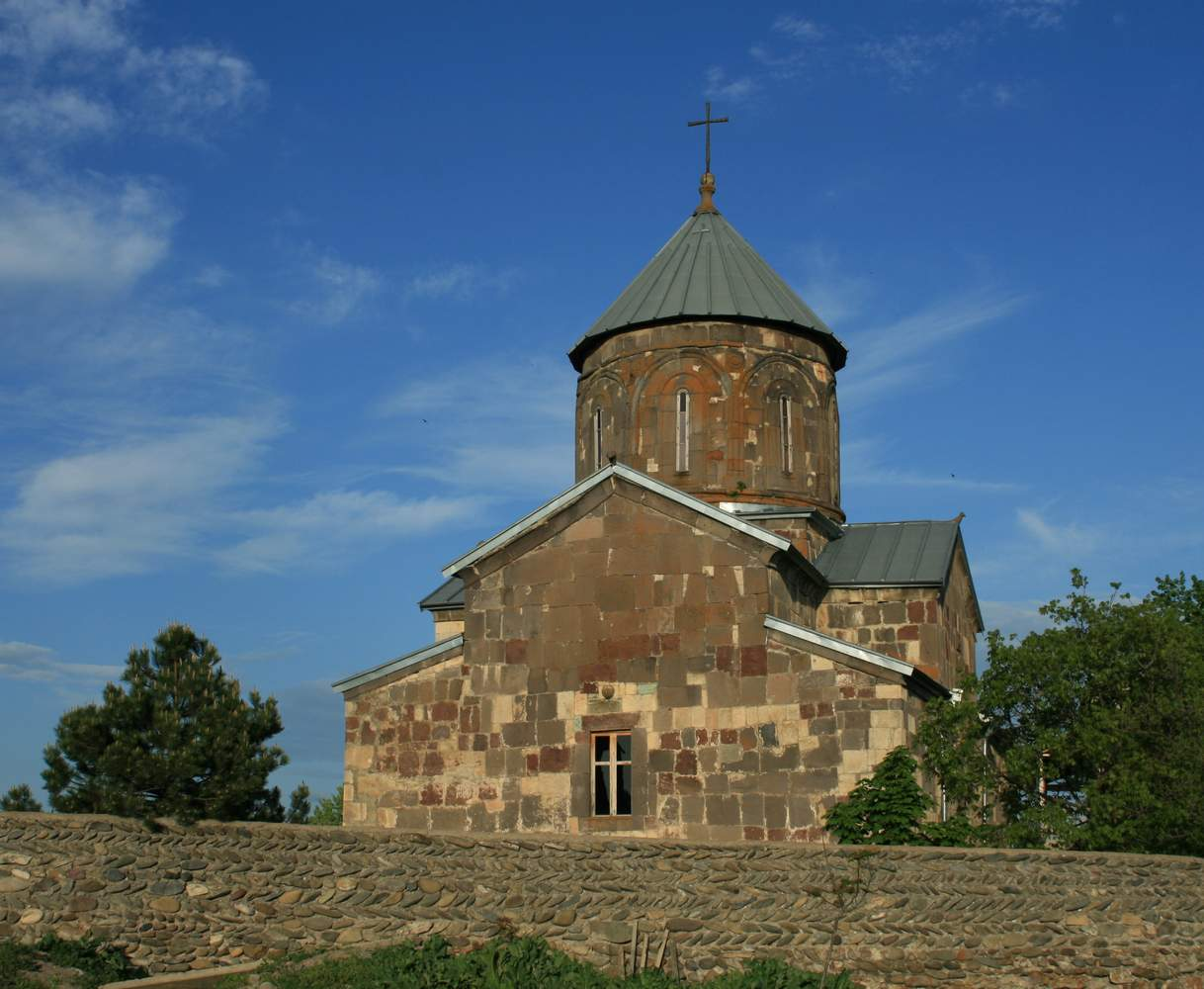
Igreja de Zemo Nikozi

A igreja da Deidade de Zemo Nikozi (em georgiano:  ზემო ნიქოზის ღვთაების ეკლესია) também conhecida como Ghvtaeba (ღვთაება), é uma catedral ortodoxa localizada na aldeia de Zemo Nikozi, município de Gori, na região centro-leste de Ibéria Interior, Geórgia. Faz parte do complexo que também inclui uma torre sineira, o palácio do bispo e uma parede. O complexo é considerado um monumento cultural da Geórgia.

## Localização
A igreja está localizada na atual aldeia de Zemo Nikozi, a parte "superior" do assentamento histórico Nikozi, na margem direita do rio Grand Liakhvi, nas imediações da zona de conflito da Ossétia do Sul, a cerca de 3 km da Sul da capital, Tsequinváli.

## História
A primeira menção registrada de Nikozi aparece em uma crônica de Juansheren sobre o ano 800, e atribui a fundação da igreja e a nomeação de um bispo ao rei do século V, Vactangue I: "ele construiu a igreja de Nik'ozi em um templo de fogo, e instalou um bispo onde o corpo de St. Ražden foi enterrado, que havia sido martirizado pelos persas na guerra com Vactangue". Esta história foi reiterada pelo historiador príncipe Vacusti, por volta de 1745, que acrescentou que um bispo ainda residia em Nikozi em seu tempo, sendo "um pastor para caucasianos, dvals e o que é conhecido como Ossétia, assim como Glola-Ghebi".
Durante agosto de 2008, intensos combates ocorreram entre as forças da Geórgia e da Rússia, com ataques aéreos russos em 10 de agosto de 2008, que danificaram o complexo Nikozi, especialmente o recém-reparado palácio episcopal. Várias estruturas  foram completamente destruídas.
Após a guerra, por iniciativa do Conselho da Europa, um projeto de estabilização de emergência foi implementado no complexo Nikozi.